# جوستين شميت
جوستين شميت (بالإنجليزية: Justin Schmidt)‏ (2 نوفمبر 1993 بإيفرت في الولايات المتحدة - ) هو لاعب كرة قدم أمريكي في مركز الدفاع.

## وصلات خارجية
- جوستين شميت على موقع الدوري الأمريكي (الإنجليزية)
- جوستين شميت على موقع قاعدة بيانات كرة القدم.إي يو (الإنجليزية)